# Rydzewo (Miłki)
Rydzewo (deutsch Rydzewen, 1927 bis 1945 Rotwalde) ist ein Dorf in der polnischen Woiwodschaft Ermland-Masuren und gehört zur Landgemeinde Miłki (Milken) im Powiat Giżycki (Kreis Lötzen).

Karte der Ortslagen Rydzewen und Bogatzewen (um 1816)

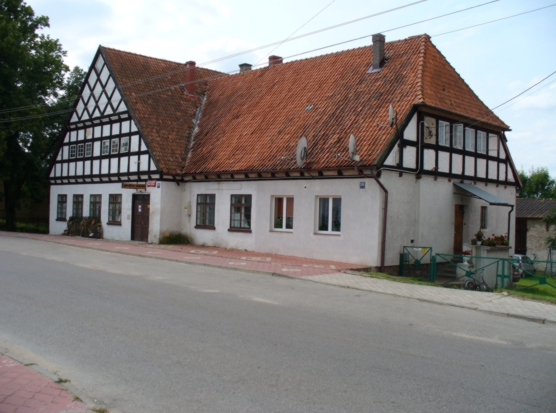
Altes Fachwerkgebäude in Rydzewo

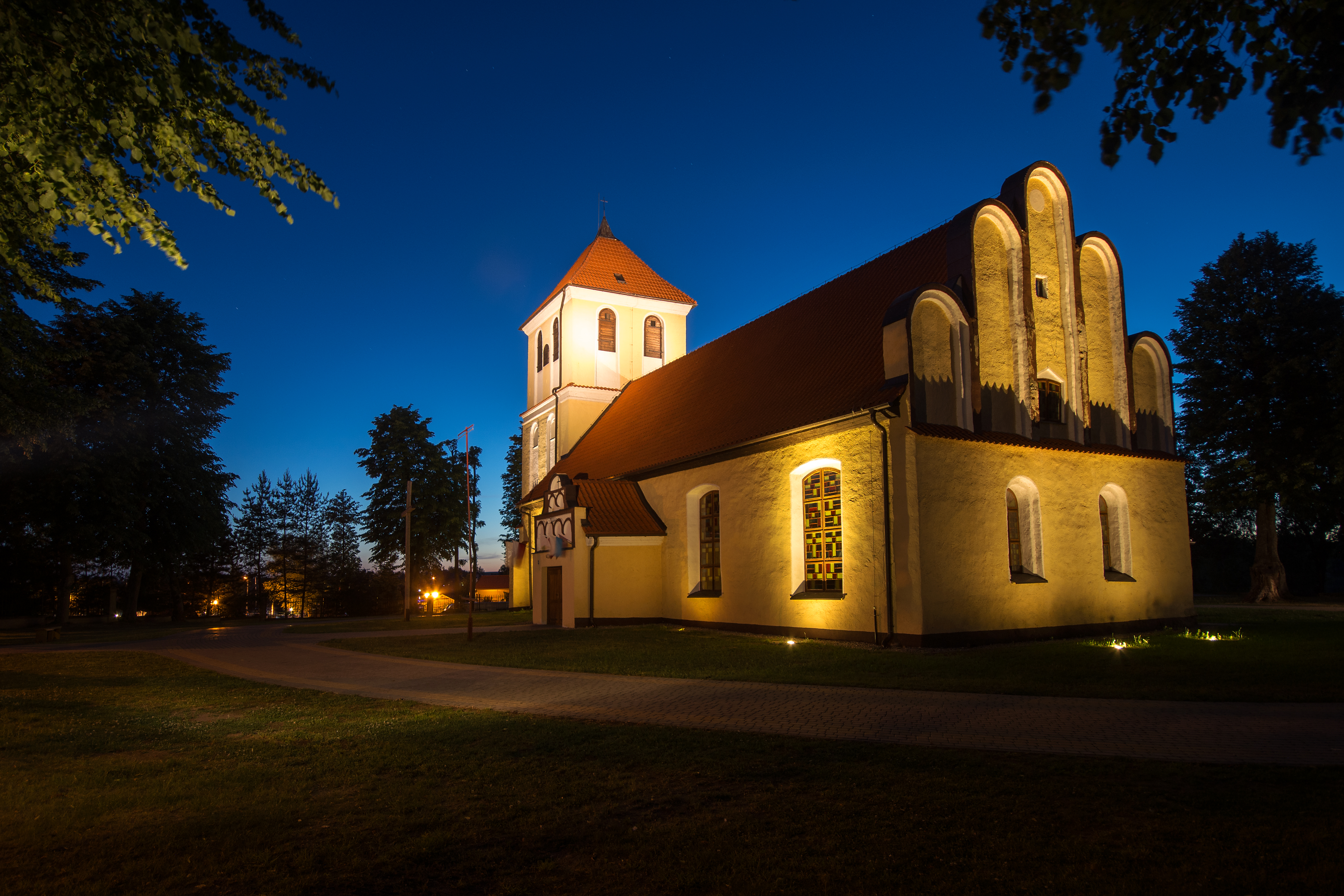
Die einst evangelische und heute katholische Kirche in Rydzewo

## Geographische Lage
Rydzewo liegt am Ostufer des Jezioro Boczne (deutsch Saitensee) in der östlichen Mitte der Woiwodschaft Ermland-Masuren, acht Kilometer südlich der Kreisstadt Giżycko (Lötzen).

## Geschichte
Im Jahre 1571 wurde das damals Rotberg genannte kleine Dorf gegründet, das nach 1785 Rydzöwen und bis 1927 Rydzewen hieß. Seine günstige Lage ließ es bereits 1579 zu einem Kirchdorf werden, und am 29. März 1874 wurde es Amtsdorf und damit namensgebend für einen Amtsbezirk, der bis 1945 bestand und zum Kreis Lötzen im Regierungsbezirk Gumbinnen (1905 bis 1945: Regierungsbezirk Allenstein) in der preußischen Provinz Ostpreußen gehörte.
Am 1. Dezember 1910 zählte Rydzewen 413 Einwohner. Aufgrund der Bestimmungen des Versailler Vertrags stimmte die Bevölkerung im Abstimmungsgebiet Allenstein, zu dem Rydzewen gehörte, am 11. Juli 1920 über die weitere staatliche Zugehörigkeit zu Ostpreußen (und damit zu Deutschland) oder den Anschluss an Polen ab. In Rydzewen stimmten 340 Einwohner für den Verbleib bei Ostpreußen, auf Polen entfielen keine Stimmen.
Am 19. September 1927 wurde Rydzewen in „Rotwalde“ umbenannt, am 2. Januar 1928 erfolgte die entsprechende Umbenennung des Amtsbezirks. Die Einwohnerzahl belief sich 1933 auf 414 und betrug 1939 noch 387.
In Kriegsfolge kam das Dorf 1945 mit dem gesamten südlichen Ostpreußen zu Polen und erhielt die polnische Namensform „Rydzewo“. Heute ist es Sitz eines Schulzenamtes (polnisch sołectwo) und ein Ortsteil der Landgemeinde Miłki (Milken) im Powiat Giżycki (Kreis Lötzen), vor 1998 der Woiwodschaft Suwałki, seither der Woiwodschaft Ermland-Masuren zugehörig.

### Amtsbezirk Rydzewen/Rotwalde (1874–1945)
Der 1874 errichtete Amtsbezirk Rydzewen bestand Zeit seines Bestehens bis 1945 aus sechs Dörfern. Ändern taten sich lediglich die Ortsnamen:
| Name           | Änderungsname 1938 bis 1945 | Polnischer Name |
| -------------- | --------------------------- | --------------- |
| Groß Jagodnen  | Großkrösten                 | Jagodne Wielkie |
| Klein Jagodnen | Kleinkrösten                | Jagodne Małe    |
| Kleszewen      | (ab 1928:) Brassendorf      | Kleszczewo      |
| Paprodtken     | Goldensee                   | Paprotki        |
| Rydzewen       | (ab 1927:) Rotwalde         | Rydzewo         |
| Wierczeyken    | (ab 1928:) Gregerswalde     | Wierciejki      |

## Kirche

### Kirchengebäude
Der verputzte Feldsteinbau wurde zwischen 1579 und 1591 mit Ostgiebel und Westturm errichtet. Über dem Mittelschiff des Innenraums wölbt sich eine Holzdecke, über den Seitenschiffen dagegen ist sie flach. Bis 1945 evangelisches Gotteshaus, wurde die Kirche nach 1945 für katholisch-liturgische Zwecke verändert und dem St. Andreas Bobola gewidmet.

### Kirchengemeinde

#### Evangelisch
Im Jahre 1579 wurde in Rydzewen ein evangelisches Kirchspiel gegründet, dessen Pfarrstelle von 1591 bis 1945 ununterbrochen besetzt war. Im Jahre 1925 zählte es 3200 Gemeindeglieder und gehörte bis 1945  zum Kirchenkreis Lötzen in der Kirchenprovinz Ostpreußen der Kirche der Altpreußischen Union. Flucht und Vertreibung der einheimischen Bevölkerung im Zusammenhang des Zweiten Weltkrieges machten ein evangelisch-kirchliches Leben nicht mehr möglich. Die heute wenigen evangelischen Einwohner gehören zur Pfarrkirche in Giżycko in der Diözese Masuren der Evangelisch-Augsburgischen Kirche in Polen.

#### Römisch-katholisch
Vor 1945 lebten in Rydzewo resp. Rotwalde nur wenige katholische Kirchenglieder. Bis 1937 gehörten sie zur Pfarrkirche in Rastenburg (polnisch Kętrzyn), danach zur Pfarrkirche in Lötzen innerhalb des Bistums Ermland. Heute besteht in Rydzewo eine eigene Pfarrei mit der einst evangelischen Kirche als Pfarrkirche, ergänzt um eine Filialkirche in Paprotki (Paprodtken, 1938 bis 1945 Goldensee). Sie ist Teil des Dekanats św. Krzystofa in Giżycko innerhalb des Bistums Ełk (Lyck) der Römisch-katholischen Kirche in Polen.

## Schule
Im Jahre 1590 wurde in Rydzewen eine Schule gegründet und ein Pfarrer und Rektor angestellt. Die Schule besuchten die Kinder aller Kirchspielorte. Im Jahre 1945 wurde in zwei Klassen unterrichtet.

## Verkehr
Rydzewo liegt an einer Nebenstraße, die bei Ruda (Ruhden, 1938 bis 1945 Eisenwerk) von der polnischen Landesstraße DK 63 (ehemalige deutsche Reichsstraße 131) abzweigt und als Uferstraße entlang des Niegocin (deutsch Löwentinsee), des Jezioro Boczne (Saitensee) und des Jezioro Jagodne (1938 bis 1945 Kröstensee, polnisch Jagodner Sees) bis nach Jagodne Wielkie (Groß Jagodnen, 1938 bis 1945 Großkrösten) und Jagodne Małe (Klein Jagodnen, 1938 bis 1945 Kleinkrösten) führt.
Vor 1945 war der acht Kilometer entfernte Bahnhof in Ruda die nächste Bahnstation. Sie lag an der bis 1945 betriebenen Bahnstrecke Lötzen–Arys (–Johannisburg).